# Grenuttag

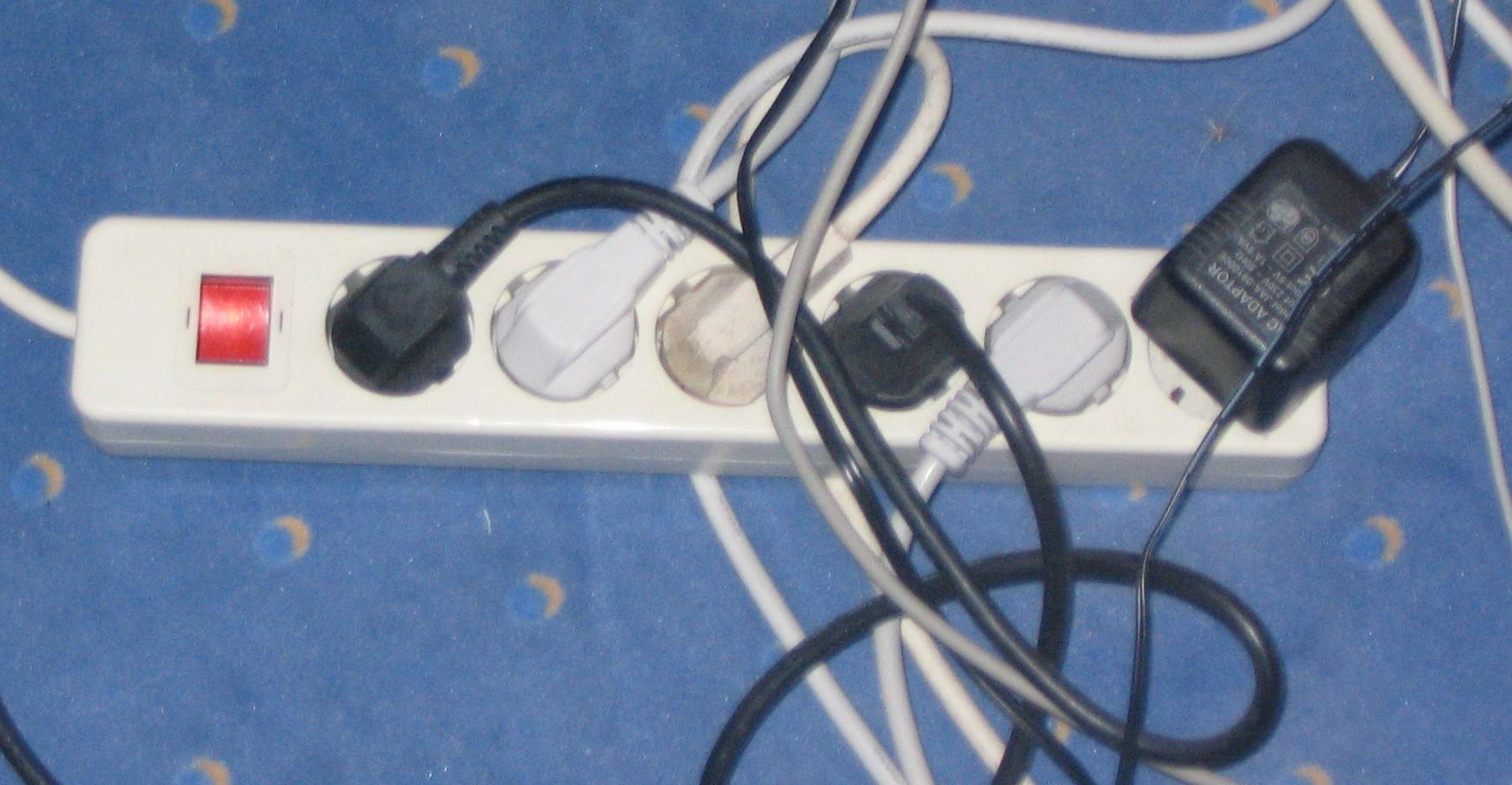
Grenuttag

Ett grenuttag, eller en grendosa, är en serie eluttag monterade i en dosa. Vissa grenuttag har en strömbrytare, andra inte. I vissa fall är strömbrytaren försedd med en glimlampa eller en lysdiod för att visa att grenuttaget är spänningssatt.
En del grenuttag är utrustade med överspänningsskydd för att skydda känslig utrustning som kopplas till grenuttaget.